# Caesalpinia benthamiana
Caesalpinia benthamiana är en ärtväxtart som först beskrevs av Henri Ernest Baillon, och fick sitt nu gällande namn av Herend. och James Lee Zarucchi. Caesalpinia benthamiana ingår i släktet Caesalpinia och familjen ärtväxter. Inga underarter finns listade i Catalogue of Life.